# Pougnaud et Brothier
Pougnaud et Brothier war ein französischer Hersteller von Automobilen.

## Unternehmensgeschichte
Das Unternehmen aus Ruffec begann 1899 mit der Produktion von Automobilen. Der Markenname lautete Charentaise. Im gleichen Jahr endete die Produktion.

## Fahrzeuge
Im Angebot stand nur ein Modell. Dies war eine Voiturette. Das Fahrzeug bot Platz für zwei Personen. Für den Antrieb sorgte ein Einzylindermotor mit 2,25 PS Leistung, der vorne im Fahrzeug montiert war.